# グレート・ウェスタン鉄道3700形蒸気機関車
グレート・ウェスタン鉄道3700形蒸気機関車（3700 Class）はイギリスのグレート・ウェスタン鉄道（GWR）が製造した旅客用テンダー式蒸気機関車の1形式である。各車の固有名から、シティ級（City Class）とも呼ばれる。軸配置はアメリカン（4-4-0あるいは2B）。

## 概要
1902年にGWRの機関車総監督（Locomotive Superintendant：1915年に改組で技師長（Chief Mechanic Engineer：CME）へ改称）であったジョージ・チャーチウォード（在任期間：1902年 - 1922年）の手によって設計された。
基本となったのは、3300形（ブルドッグ級）の急行列車牽引用派生形式として、チャーチウォードの前任者であったウィリアム・ディーン（在任期間：1877年 - 1902年）によって1900年に設計された、4120形（アタバラ級）であり、これにチャーチウォード自らが設計した新型のNo.4形(Type No.4)ボイラーを搭載して高速性能の向上を実現したモデルである。
アタバラ級からの改造と新造で各10両、計20両が揃えられた。

## 設計
搭載ボイラーの形式からも明らかなように、既に次代の主力となる強力なテンホイラー機である2900形（セイント級）の開発が進行する中で設計された。
これは、本形式が後述するロンドン・アンド・サウス・ウェスタン鉄道(London and South Western Railway:LSWR)との熾烈な速度競争に対処するため、次世代機関車完成までの中継ぎとして当座必要な性能の機関車を得る目的で計画されたためと見られている。
それゆえ足回りはアタバラ級の設計をそのまま継承しており、2基のシリンダとスティーブンソン式弁装置を車輪間に搭載、板台枠構造の2軸先台車、アウトサイドフレーム構成でシリンダーを内側に置きサイドロッドとカウンターウェイトだけが外に露呈する主台枠など、超広軌時代にダニエル・グーチが設計したシングルドライバーの面影を残す、明らかに古い基本設計が継承された。これに対し、ボイラーについては前述の通り、本形式のためにチャーチウォードがNo.4形ボイラーと称する新型高性能ボイラーを設計した。これは、異径缶胴をつなぎ合わせて円錐形のケーシングで覆い、ベルペア式の狭火室を備えるなど、チャーチウォードの代表作となったセイント級に搭載されたNo.1形ボイラーの影響が色濃く出ており、当時としては蒸気圧力が高いため強度確保に蒸気ドームが設けられず、火室上部の細いスロットを長手に切ったチューブから蒸気を採取している。
建前として、カタログ上の牽引力はアタバラ級と同一として取り扱われていたが、新設計のNo.4形ボイラーはアタバラ級のNo.2形ボイラー（長煙管仕様へ改装後）と比較してボイラー長や煙管長、それに火床面積などが増えており、これによりボイラーの熱効率が向上し、蒸気発生量が増大したことで連続高速運転時の走行性能も向上している。

## 製造
アタバラ級の改造で1902年9月に1両（3405号機）が試作され、1903年に10両(3433 - 3442)をグレート・ウェスタン鉄道スウィンドン工場で新造、更に1905年から1907年にかけて9両(3400 - 3404・3406 - 3409)についてアタバラ級からの改造が実施された。
なお、車番は1912年に3700 - 3719に整理改番されている。

## 運用
本形式は大西洋航路に連絡する郵便列車の牽引など、GWRを代表する高速列車の牽引に充当された。
中でも、3440号機「シティ・オブ・トゥルーロ」(City of Truro)は1904年5月9日に公認されうる状況下での世界初の時速100マイル突破の記録を出している。
当時、ニューヨークから大西洋を渡ってきた乗客や郵便物はロンドンに少しでも早く到着させるため船でロンドン直行ではなく、西のプリマスの港で上陸させてそこから鉄道で向かわせていたが、向かうルートはグレート・ウェスタン鉄道（GWR）とロンドン＆サザンウェスタン鉄道（L＆SWR）の2つの路線があり、一応無用な争いを避けるためGWRは郵便・L＆SWRは旅客と分けることになっていたが、実際は両者とも威信をかけてどちらが速くつくか速さを競い合う事を続けており、この直前にL＆SWRの旅客列車が4時間3分の記録を出してGWRの列車より先につくことがあったので、GWR側は対抗して3時間54分運転の記録を作るべく、レール整備と途中邪魔になる列車を効率よく退避させるように信号などを準備した。
そしてこの日、郵便車1両をシティ・オブ・トゥルーロに引かせ、そこに瞬間最高速度測定に公正を期すためジャーナリストのチャールズ・R・マーテンを呼び、彼と助手がクォーターポストという1/4マイルごとの標識を通過する時間をストップウォッチで測り記録することになっていた。列車はそこまでも（全体の所要時間を短縮するため）制限速度を超えて限界に挑戦する走行をしていたが、タウントンの手前の直線下り勾配で最高速度そのものの記録に挑むべく、ホワイトボールトンネルを抜け12.5‰の下り勾配へ加速を続けて飛び込み、約3マイル（4.8㎞）の間速度を上げたがここで前方の線路上に作業員を発見し急ブレーキをかけることになった。この直前の1/4マイル（約402m）部分を8.8秒で通過したとマーテンは記録し、これにより時速102.3マイルを達成したとした。
なお、この時は郵便車1両であったが、通常の大西洋航路連絡速達郵便列車「オーシャン・メールズ」(Ocean Mails）は客車5両で荷重150tと非常に軽負荷の編成ではあったが、もう少し長いものであった。
この危険な速度競争はシティ・オブ・トゥルーロの速度記録後もエスカレートを続けた結果、遂には1906年7月1日深夜、LSWRの急行旅客列車が通過駅であったソールズベリーの急カーブ区間で減速せず、大幅な速度超過による脱線が発生、停車中の貨物列車に衝突し、双方の車両が大破して乗務員4名を含む死者28名を出す大惨事を引き起こしてしまった。
この事故の発生以降、両社は社会的な批判もあって共に時刻表の厳守を徹底するようになり、華やかな、けれども非常に危険な速度競争は幕を閉じることとなった。
一方、大記録を達成した本形式の栄光の日々も長くは続かなかった。
チャーチウォードが完全新規設計で開発しグーチ時代の旧弊と完全に決別した、より強力かつより高速なテンホイラー機であるセイント級や4000形（スター級）、それに4073形（キャッスル級）などの近代的な設計を備える大型テンホイラーの増備が進むと、高速ではあるが牽引力で見劣りする本形式は重い鋼製大型客車の増加もあって次第に2線級扱いとなったためである。本形式は1911年にはボイラー煙管内に過熱管を装備して飽和式から過熱式に改造され、大きな性能向上が実現したが、この改装はテンホイラー各機種にも順次実施されており、各形式間の相対的な性能差を埋めるには至らなかった。
しかも、軽量高速列車用に特化して設計された本形式は他用途への転用が難しく、原型となったブルドッグ級は3252形（デューク級）と部品を組み合わせて3200形（アール級）(Earl Class)として再生が図られ1960年代まで延命されたが、本形式は結局6000形（キング級）と置き換わる形で1927年から1931年にかけて全車廃車となっている。廃車後の処分は原則解体で、そのほとんどが製造を担当したスウィンドン工場で解体されている。

## 保存車
1931年の廃車時に、速度記録を達成した記念すべき3717号機「シティ・オブ・トゥルーロ」も危うくスクラップとなるところであった。だが、幸いなことに当時のCMEであったチャールズ・コレット（在任期間：1922年~1941年）には歴史的な車両の保存に対する理解があり、同車は彼の判断で救われることとなった。
1957年には1905年の記録を再現するというイベントが行われ、前回より悪条件の8両編成の臨時列車を牽いて同じホワイトボールで再び加速した所、今度は時速84マイル（135㎞）の記録を作ることができた。
以後は偉大なるレコードホルダーとして、同じく大記録を打ち立てたLNERのA4形「マラード」などと共に大切に保存されてきた。同車は長く静態保存とされてきたが、1984年の大修理で動態に復帰し、現在はヨークの国立鉄道博物館に保存されている。

## 登場作品
イギリスの鉄道を舞台とした『汽車のえほん』シリーズの『ダックとディーゼル機関車』の第1話「こぶなし機関車（Domeless Engines）」、シティ・オブ・トゥルーロ（劇中では「シティ・オブ・トルーロー」表記）が冒頭部に少し登場している。これは同作に登場するダックがグレート・ウェスタン鉄道から来た（モデルは5700形）という設定で、同じ鉄道の有名機関車である同機がゲストで出てきたもので前述の世界記録の話の他、ゴードンという機関車が「こぶ（ドーム）がない機関車」とシティ・オブ・トルーローの構造上の特徴をからかう場面がある。
TV版の『きかんしゃトーマス』の第56話（第3シーズン）「ゴードンとゆうめいなきかんしゃ（Gordon and the Famous Visitor）」ではこの機関車は「セレブリティー（celebrity）」と呼ばれていたが、これは英語で「名士」という意味で、TV版でも「CITY of TRURO」という名前が動輪上部に書かれていた他、これのフィルムコミック版『まるぼうずになったきかんしゃゴードン』でも「あれはセレブレティー」と呼ばれる場面が「あの機関車は名士なんだ」とされていた。